# Yeoman (Indiana)
Yeoman es un pueblo ubicado en el condado de Carroll en el estado estadounidense de Indiana. En el Censo de 2010 tenía una población de 139 habitantes y una densidad poblacional de 439,9 personas por km².

## Geografía
Yeoman se encuentra ubicado en las coordenadas 40°40′4″N 86°43′25″O / 40.66778, -86.72361. Según la Oficina del Censo de los Estados Unidos, Yeoman tiene una superficie total de 0.32 km², de la cual 0.32 km² corresponden a tierra firme y (0%) 0 km² es agua.

## Demografía
Según el censo de 2010, había 139 personas residiendo en Yeoman. La densidad de población era de 439,9 hab./km². De los 139 habitantes, Yeoman estaba compuesto por el 100% blancos, el 0% eran afroamericanos, el 0% eran amerindios, el 0% eran asiáticos, el 0% eran isleños del Pacífico, el 0% eran de otras razas y el 0% pertenecían a dos o más razas. Del total de la población el 0% eran hispanos o latinos de cualquier raza.